# 들쇠고래
들쇠고래( short-finned pilot whale, Globicephala macrorhynchus)는 거두고래속에 속하는 2가지 종 중 하나이다. 참돌고래과에 속하지만 이들의 행동은 대형고래의 것과 가깝다.
들쇠고래는 친척뻘인 참거두고래와 혼동될 수 있지만 여러 차이점이 있다. 들쇠고래의 가슴지느러미는 짧은 편이며 끝은 덜 뾰족하다. 이빨의 개수도 참거두고래에 비해 적은 편이며 각 턱마다 14에서 18개가량 있다. 들쇠고래의 몸은 검거나 어두운 회색이다. 배와 목에 회색 혹은 흰색의 점이 산재되어 있으며 눈의 뒤에서 대각선 방향으로 위로 올라가는 회색이나 흰색의 줄무늬 또한 있다.
성체는 몸 군데군데에 흉터가 있을 수 있다. 머리는 볼록한 편이며 늙은 수컷일수록 그 특징이 두드러진다. 나이와 성별에 따라서 등지느러미의 모양이 달라진다. 꼬리의 끝은 뾰족하다. 어렸을 때는 제법 날씬하지만 나이가 들수록 육중해진다.

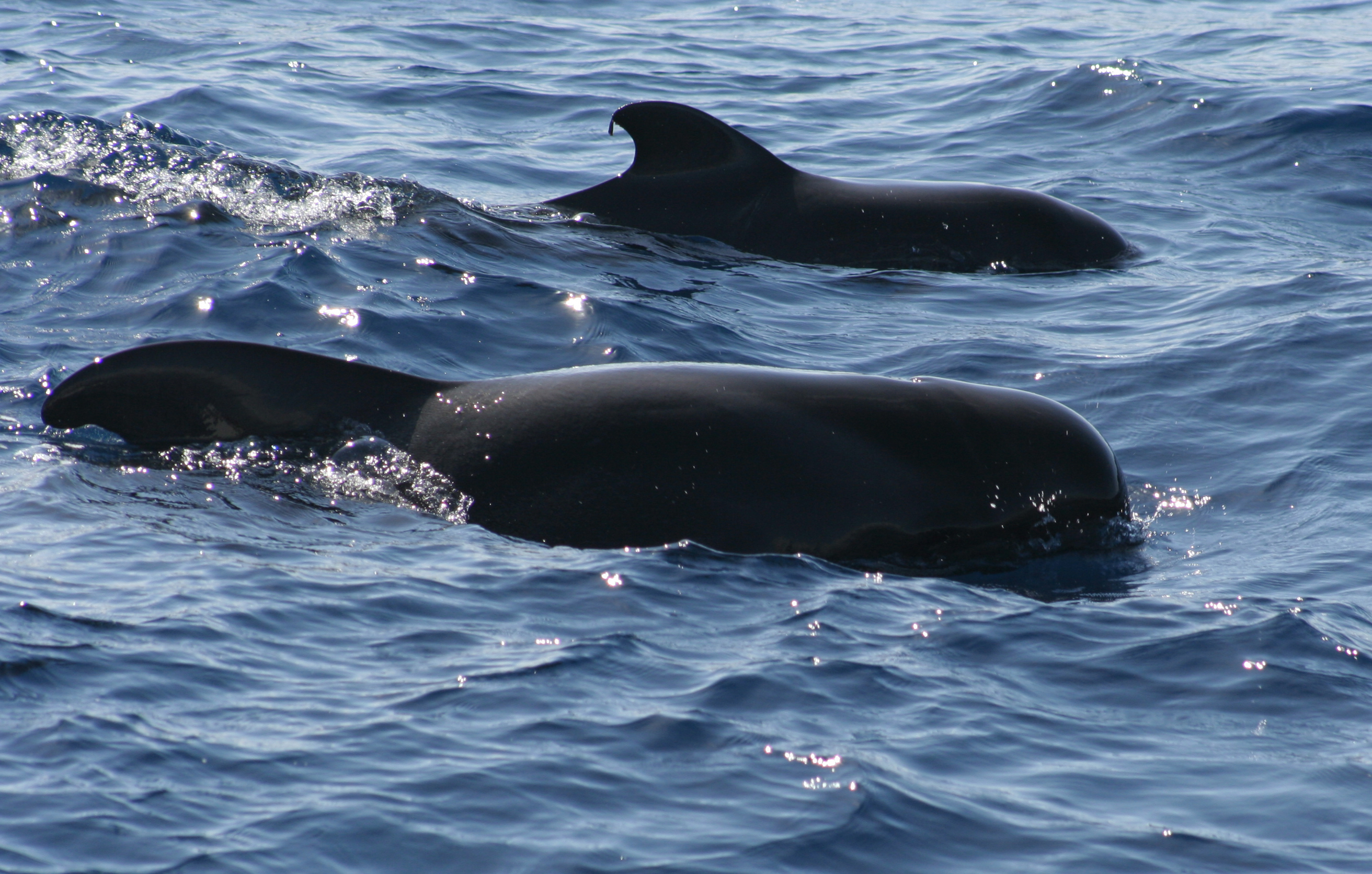
수면까지 올라온 들쇠고래

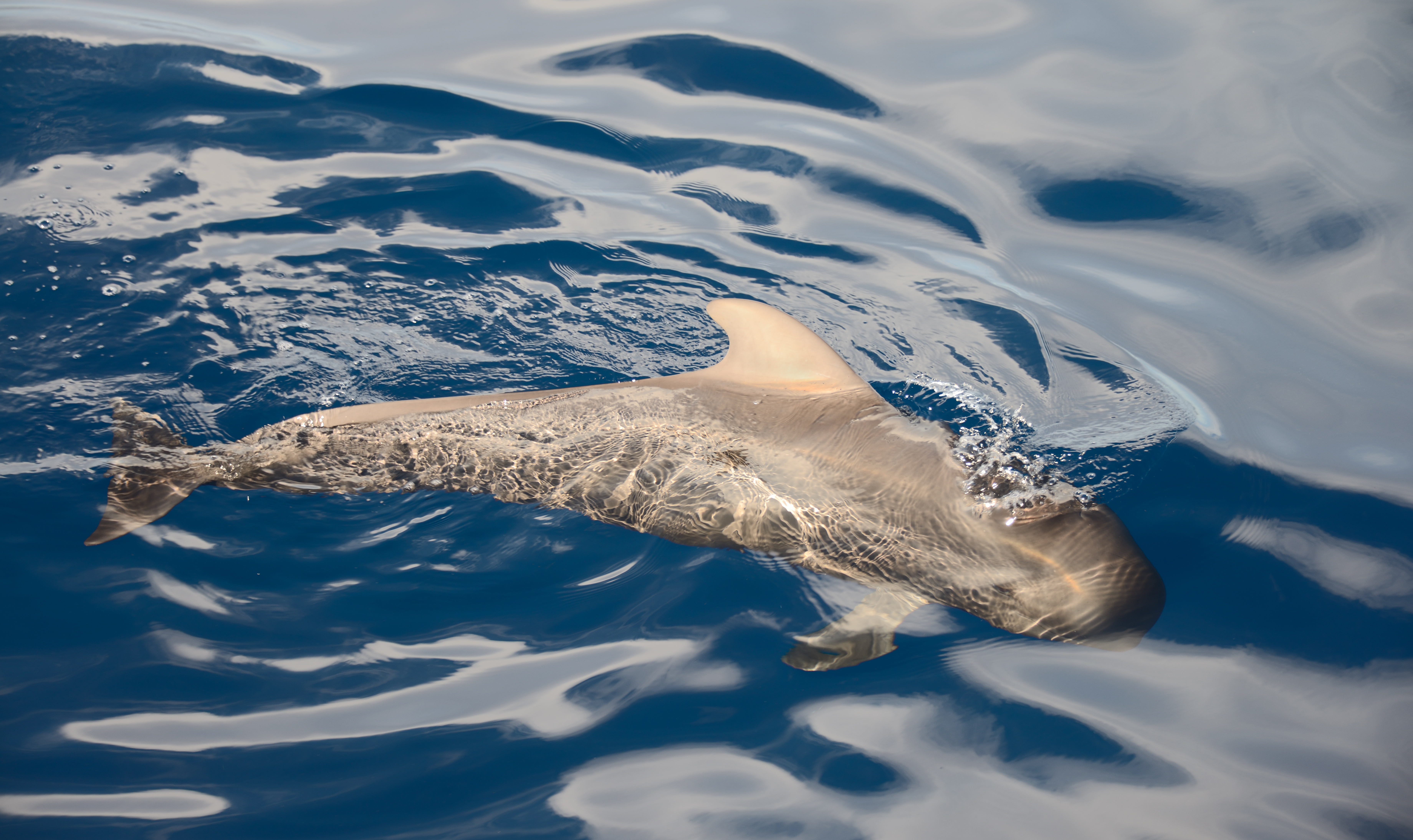
카나리아 제도 테네리페섬의 서부 해안을 따라

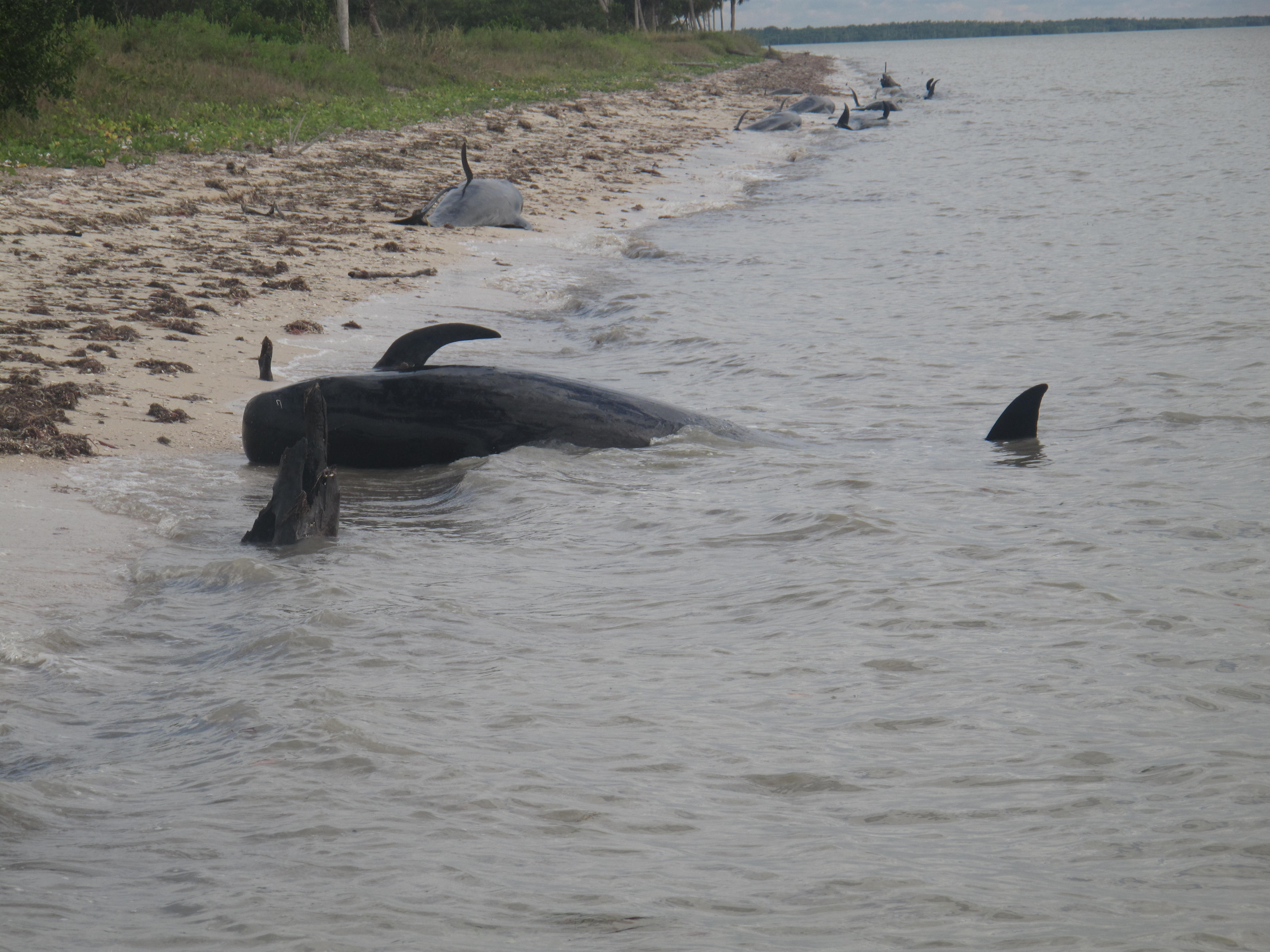
플로리다주 하이랜드 해변에 표류한 들쇠고래 무리

## 같이 보기
- 고래류의 종 목록
- 해양생물학